# Щедрування

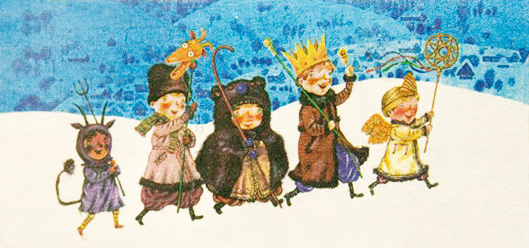
Святки. З української поштової марки, 2001

Щедрування — давній український звичай новорічних обходів, під час яких групи щедрувальників піснями славлять господарів, бажають їм здоров'я і достатку, за що отримують винагороду. Щедрування супроводжується обрядовими діями, музикою, піснями, танцями, обрядовими іграми в масках. На більшій території України щедрує зазвичай молодь. Щедрувати могли як хлопці так й дівчата, проте окремими ватагами.
Співають щедрівки — старовинні українські обрядові новорічні пісні, що виконувались 13 січня, в Щедрий вечір, напередодні Старого Нового року. 2023 року українська греко-католицька та українська православна церкви перейшли на новоюліанський календар, це призвело до перенесення більшості свят, зокрема щедрування, що тепер відбувається в переддень нового року — 31 грудня.